# Hoegh Gannet
Höegh Gannet – плавуча установка з регазифікації та зберігання (Floating storage and regasification unit, FSRU) зрідженого природного газу (ЗПГ), споруджена для норвезької компанії Höegh.

## Загальна інформація
Судно спорудили в 2018 році на верфі південнокорейської Hyundai Heavy Industries в Ульсані.
Розміщена на борту Hoegh Gannet регазифікаційна установка здатна видавати 28 млн м3 на добу (втім, за усталеною для плавучих установок практикою зазвичай одна з технологічних ліній залишається резервною), а зберігання ЗПГ відбувається у резервуарах загальним об’ємом 170000 (за іншими даними – 167042) м3.
За необхідності, судно може використовуватись як звичайний ЗПГ-танкер та пересуватись до місця призначення зі швидкістю 16 вузлів.
Hoegh Gannet розраховане на виконання завдань протягом 20 років без необхідності постановки у док.

## Служба судна
Одразу після завершення Hoegh Gannet узялась за роботу як ЗПГ-танкер по 15-місячному фрахту із сінгапурською го Naturgy Energy Group S.A (Naturgy), що мав тривати по березень 2020-го. Далі судно перейшло на виконання аналогічних завдань із трейдером Trafigura, а в лютому 2021-го оголосили про продовження контракт з Trafigura на 1 рік.
Певний час вважалось, що саме Hoegh Gannet візьметься за роботу на плавучому регазифікаційному терміналі, що споруджувався у бразильському Сан-Паулу. Втім, на початку 2022-го в Європі виник попит на регазифікаційні установки, що могли  б допомогти якнайшвидше зменшити закупівлі блакитного палива у Росії, що розпочала повномасштабне вторгнення до України. Як наслідок Hoegh виділила Hoegh Gannet для роботи на терміналі у Брунсбюттелі за 10-річним контрактом із федеральним урядом Німеччини. У другій половині січня Höegh Gannet прийняла перший вантаж ЗПГ на іспанському терміналі Мургадос та рушила до Німеччини для проведення пусконалагоджувальних процедур.